# Романов, Фёдор Николаевич
Романов Фёдор Николаевич — советский военачальник, генерал-майор, начальник штаба Южного фронта в 1941 году.

## Биография
Фёдор Николаевич родился в крестьянской семье. С 1918 года служил в Красной Армии. Участник Гражданской войны в России. Окончил Военную академию Красной Армии имени Фрунзе в 1912 году. В межвоенный период служил в штабе Московского военного округа. Во время Советско-Финской войны формировал горнострелковый корпус. С 1941 по 1942 года он занимал должность заместителя начальника штаба Московского военного округа.
С началом войны между Германией и Советским Союзом штаб Южного фронта был развернут на базе штаба Московского военного округа. В это время генерал-майор Романов занимал должность 1-го заместителя начальника штаба и начальника Главного оперативного управления Южного фронта. В июле-августе 1941 года — начальник штаба Южного фронта. С 11 ноября 1941 года он был начальником штаба 27-й армии Северо-Западного фронта.
В 1942 году, через 1 месяц, Романов был арестован сотрудниками НКВД за разговоры о победе немецкой армии летом 1941 года. После 10 лет следствия в 1952 году Военная коллегия Верховного суда СССР приговорила Романова к 12 годам тюремного заключения.
В 1953-55 годах Романов был реабилитирован и возвращён на военную службу. Он вышел на пенсию в 1959 году. Он жил в Москве, где умер и был похоронен.

## Военные звания
- полковник (29 ноября 1935)
- комбриг (4 ноября 1939)
- генерал-майор (4 июня 1940)